# British International Motor Show

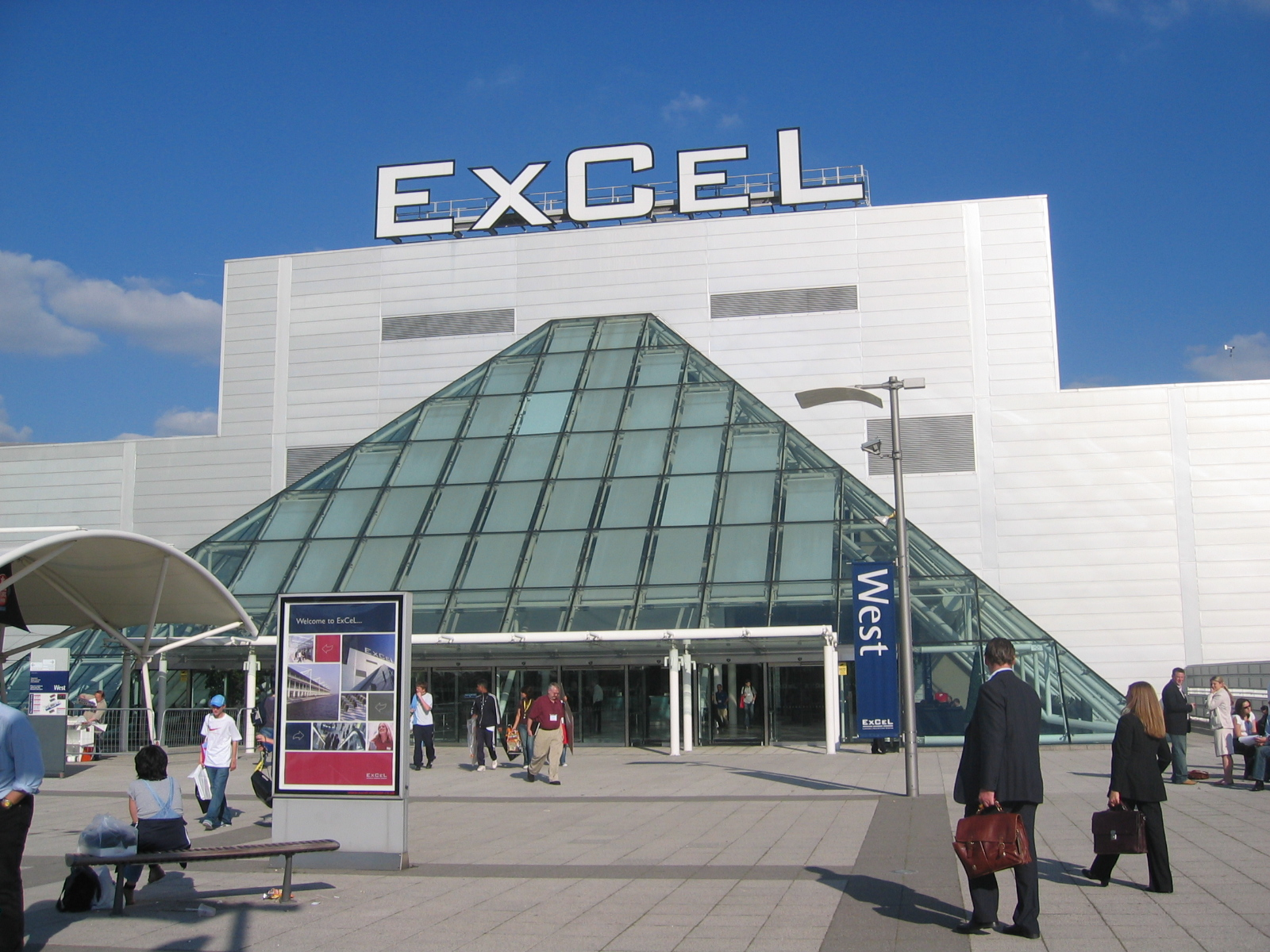
Sinds 2006 vindt de BIMS plaats in het ExCel evenementencentrum

De British International Motor Show is een autosalon gehouden in Londen, de hoofdstad van het Verenigd Koninkrijk. De show wordt tweejaarlijks gehouden en wordt ondersteund door de Organisation Internationale des Constructeurs d'Automobiles, de internationale belangenorganisatie van de autowereld.

## Geschiedenis
De eerste editie van de British Motor Show werd georganiseerd door de " Society of Motor Manufacturers and Traders" en vond plaats in 1903 in het Crystal Palace (gebouw) in Londen. Een jaar later werd verhuisd naar Olympia, een evenementencentrum dat eveneens in Londen lag. Daar werd de show 32 jaar lang jaarlijks gehouden. Van 1937 tot 1976 was de British Motor Show te vinden in Earl's Court waarna het in 1978 voor het eerst plaatsvond in het National Exhibition Centre(NEC) in Birmingham. De laatste keer dat de show in Birmingham plaatsvond was 2004, in dat jaar werd de show verplaatst van de gebruikelijke oktobermaand naar mei om niet te dicht in de buurt te zitten van de autosalons in Parijs en Frankfurt. In 2006 keerde de show terug naar Londen en vond plaats in ExCel een evenementencentrum in de Docklands.

## Introducties
Deze introducties vonden plaats op de British International Motor Show:

### 1948
- Jaguar XK120 (Destijds snelste productieauto)

### 1966
- Jensen FF (Eerste auto met ABS)
- Aston Martin DB6 Volante

### 1974
- Lotus Esprit

### 1988
- Jaguar XJ220

### 1998
- Rover 75
- Jaguar S-type

### 2006
Wereldpremières:
- Land Rover Freelander 2
- Opel Corsa

Europese premières:
- Crysler Sebring
- Dodge Nitro
- Mitsubishi i

### 2008
Wereldpremières:  
- Aspid
- Bentley Continental Flying Spur
- Bentley Continental Flying Spur Speed
- Ford Fiesta
- Ford Focus RS
- Honda OSM
- Honda Open Study Model
- Hyndai i30
- Land Rover Discovery 3
- Land Rover Freelander 2
- Lotus Eagle
- Lotus Eco Elise
- Lotus Evora
- Mastretta MXT
- NICE Ze-O
- Nissan Qashqai+2
- Opel Insignia
- Renault Mégane R26.R
- Seat Ibiza SportCoupe
- Subaru Impreza
- Toyota Aygo Crazy Concept